# Білий Камінь (Гафурійський район)
Білий Камінь (рос. Белый Камень, башк. Аҡ Таш) — присілок у складі Гафурійського району Башкортостану, Росія. Входить до складу Красноусольської сільської ради.